# جان دبلیو گاردنر
جان دبلیو گاردنر (انگلیسی: John W. Gardner; ۸ اکتبر ۱۹۱۲ – ۱۶ فوریهٔ ۲۰۰۲) سیاست‌مدار اهل ایالات متحده آمریکا بود.
وی همچنین برندهٔ جوایزی همچون نشان افتخار آزادی رئیس‌جمهوری شده‌است.